# ميلاني فيونا
ميلاني فيونا (بالإنجليزية: Melanie Fiona)‏ (و. 1983  م) هي مغنية كندية، ولدت في تورونتو.
.

## جوائز
حصلت على جوائز منها:
- شارع المشاهير الكندي [الإنجليزية]‏ (2012).

## وصلات خارجية
- ميلاني فيونا على موقع IMDb (الإنجليزية)
- ميلاني فيونا على موقع ميوزك برينز (الإنجليزية)
- ميلاني فيونا على موقع إن إن دي بي (الإنجليزية)
- ميلاني فيونا على موقع أول ميوزيك (الإنجليزية)
- ميلاني فيونا على موقع ديسكوغز (الإنجليزية)
- ميلاني فيونا على موقع قاعدة بيانات الفيلم (الإنجليزية)

- ميلاني فيونا في قاعدة بيانات الأفلام على الإنترنت